# مادام بوواری (فیلم ۱۹۳۴)
مادام بوواری (فرانسوی: Madame Bovary‎) یک فیلم درام به کارگردانی ژان رنوآر است که در سال ۱۹۳۴ منتشر شد. از بازیگران آن می‌توان به پیر رنویر اشاره کرد.